# مجموعات منفصلة
في علم الطوبولوجيا وفروع الرياضيات الأخرى ذات الصلة، المجموعات المنفصلة (بالإنجليزية: Separated sets)‏ هي أزواج من المجموعات الفرعية الموجودة في الفضاء الطوبوغرافي، والتي ترتبط ببعضها البعض بطريقة محددة. إن فكرة فصل مجموعتين أو لا تُعد أمرًا مهمًا بالنسبة لكل من مفهوم الفضاءات المتصلة (ومكوناتها المتصلة) وكذلك لمفهوم مسلمات الفصل الخاصة بالفضاءات الطوبوغرافية.
ويجب عدم الخلط بين المجموعات المنفصلة والفضاءات المنفصلة(يتم تعريفها أدناه)، وهي أمور ترتبط بطريقة ما ولكنها مختلفة. الفضاءات القابلة للانفصال هي مرة أخرى مفهوم طوبوغرافي مختلف تمامًا.

## التعريفات
هناك العديد من الطرق المختلفة، حيث تكون هناك مجموعتان فرعيتان من الفضاء الطوبوغرافي X يمكن اعتبارهما منفصلتين.
- A وB تكونان مجموعتان غير مترابطتين إذا كانت منطقة التقاطع بينهما هي المجموعة الخالية. هذه الخاصية ليس لها علاقة بعلم الطوبولوجيا (علم المكان أو الطوبوغرافيا) في حد ذاته، ولكن لها علاقة فقط بنظرية المجموعات؛ ونحن ندرجها هنا لأنها الأضعف في سلسلة من المفاهيم المختلفة. ولمزيد من المعلومات عن المجموعات غير المترابطة بصفة عامة، يمكنك مراجعة: المجموعات غير المترابطة.
- A وB تكونان منفصلتين في الفضاء X إذا كان غالق كل منهما غير مترابط مع غالقالأخرى. إذ إنه ليس بالضرورة أن تكون الغالقات نفسها غير مترابطة مع بعضها البعض؛ على سبيل المثال، الفترتان[0,1) و (1,2] هما فترتان منفصلتان على مستقيم الأعداد الحقيقية R، على الرغم من أن النقطة 1 تنتمي إلى غالق كل فترة منهما. بشكل أعم، فإنه في أي فضاء متري، تكون الكرات المفتوحة Br(x1) = {y:d(x1,y)<r} and Bs(x2) = {y:d(x2,y)<s} منفصلة عندما تكون d(x1,x2) ≥ r+s. لاحظ أن أي مجموعتين منفصلتين يجب أن تكونا تلقائيًا غير مترابطتين.
- A وB هما مجموعتان منفصلتان من خلال نقاط الجوار إذا كانت نقاط الجوار U للمجموعة A وV للمجموعة B بحيث تكون U وV غير مترابطتين. (سوف ترى أنه في بعض الأحيان يوجد شرط أن تكون U وV متجاورتين مفتوحتين، ولكن هذا لا يشكل فارقًا في نهاية الأمر.) على سبيل المثال، إذا كانت A = [0,1) وB = (1,2]، فيمكنك أن تعتبر أنّ U = (-1,1) وV = (1,3). لاحظ أنه في حالة كون أي مجموعتين منفصلتين من خلال نقاط الجوار، فحينها ستكون نقاط الجوار منفصلة بالتأكيد. إذا كانت A وB مجموعتين مفتوحتين وغير مترابطتين، فحينها يجب أن تكونا منفصلتين بواسطة نقاط الجوار، ويمكن ببساطة اتخاذ U := A وV := B. ولهذا السبب، يُستخدم الانفصال عادة مع المجموعات المغلقة (كما هو الحال في مُسلَّمات الفصل العادية).
- A وB هما مجموعتان منفصلتان بواسطة نقاط الجوار المغلقة إذا كانت هناك نقطة جوار مغلقة تُسمى U للمجموعة A ونقطة جوار مغلقة تُسمى V للمجموعة B بحيث تكون U وV غير مترابطتين. الأمثلة التي عرضناها، [0,1) و(1,2]، ليست منفصلة بواسطة نقاط الجوار المغلقة. إذ يمكنك أن تجعل إما U أو V نقاط جوار مغلقة عن طريق تضمين النقطة 1 في إحداهما، ولكن لا يمكنك أن تجعل كلًا منهما نقطة جوار مغلقة في آن واحد، مع الإبقاء عليهما غير مترابطتين في نفس الوقت لاحظ أنه في حالة إذا كانت أي مجموعتين منفصلتين بواسطة نقاط الجوار المغلقة، فحينها تكونان بالتأكيد منفصلتين بواسطة نقاط الجوار.
- A وB هما مجموعتان منفصلتان بواسطة دالة إذا كانت هناك دالة متصلة f من الفضاء X على مستقيم الأعداد الحقيقية R بحيث تكون f(A) = {0} وf(B) = {1}. (في بعض الأحيان ستجد أن فترة الوحدة [0,1] مستخدمة مكان R في هذا التعريف، ولكن ذلك لا يشكل فارقًا في نهاية الأمر.) في مثالنا المذكور، نجد [0,1) و(1,2] ليستا منفصلتين من خلال دالة، لأنه لا توجد طريقة يمكن من خلالها تعريف f بشكل مستمر عند النقطة 1. لاحظ أنه في حالة وجود أي مجموعتين منفصلتين من خلال الدالة، فحينها يكونان منفصلتين أيضًا من خلال مجموعات الجوار المغلقة؛ ويمكن أن تُعطى مجموعات الجوار في شكل الصورة الأصلية لـ f بينما U := f−1[-e,e] وV := f−1[1-e,1+e]، طالما e هي عدد موجب حقيقي أقل من 1/2.
- A وB تكونان منفصلتين على وجه التحديد بواسطة الدالة إذا وجدت الدالة المتصلة f من X إلى R، بحيث تكون f -1(0) = A وf -1(1) = B. (ومرة أخرى، يمكن أن تجد فترة الوحدة في مكان R، وهنا أيضًا لا يشكل هذا الأمر فارقًا.) لاحظ أنه إذا كانت أي مجموعتين منفصلتين على وجه التحديد بواسطة دالة، فإنهما ستكونان بالتأكيد منفصلتين بواسطة الدالة. وبما أن {0} و{1} مغلقتان على R، فإن المجموعات المغلقة فقط هي التي تكون قادرة على أن تنفصل بواسطة الدالة؛ ولكن مجرد كون المجموعتين مغلقتين ومنفصلتين بواسطة دالة، لا يعني بالضرورة أنهما تلقائيًا تكونان منفصلتين بواسطة الدالة (حتى إذا كانت دالة مختلفة).

## العلاقة بمُسلًّمات الانفصال والفضاءات المنفصلة
مُسلًّمات الانفصال هي مجموعة ظروف مختلفة تُفرض على المساحات الطوبوغرافية التي يمكن وصفها من حيث الأنواع المختلفة للمجموعات المنفصلة.
وعلى سبيل المثال، سوف نقوم بتعريف المُسلَّمة T2، والتي تمثل الظرف المفروض على المساحات المنفصلة.
على وجه التحديد، يكون الفضاء الطوبوغرافي منفصلًا إذا كانت، بفرض وجود أي نقطتين متمايزتين مثلاً x وy، المجموعتان الفرديتان {x} و{y} منفصلتين بواسطة مجموعات الجوار.
كما يُسمى الفضاء المنفصل أيضًا باسم آخر وهو فضاء هاوسدورف أو فضاءات T2.
ويمكن الحصول على المزيد من المناقشات عن الفضاءات المنفصلة في مقالة فضاء هاوسدورف.
كما توجد مناقشات عامة عن مُسلَّمات الانفصال المختلفة في مقالة مُسلّمات الانفصال.

## العلاقة بالفضاءات المتصلة
بفرض وجود الفضاء الطوبوغرافي X، فإنه من المفيد في بعض الأحيان أن ننظر فيما إذا كان ممكنًا للمجموعة الفرعية A أن تنفصل عن المجموعة المكملة الخاصة بها.
وسنجد أن هذا صحيح تمامًا إذا كانت المجموعة A هي المجموعة الفارغة أو الفضاء الكامل X، ولكن هناك احتمالات أخرى.
كما نجد أن الفضاء الطوبوغرافي X يكون متصلاً إذا كان هذان الاحتمالان هما الاحتمالين الوحيدين.
وكذلك العكس صحيح، إذا كانت المجموعة غير الفارغة A منفصلة عن المجموعة المكملة الخاصة بها، وإذا كانت المجموعة الفرعية الوحيدة من المجموعة A التي تتشارك معها في هذه الخاصية هي المجموعة الفارغة، فحينها تكون A هي عنصرًا مفتوحًا متصلاً من X.
(في حالة التدهور التي تكون فيها المجموعة X نفسها هي المجموعة الفارغة {}، يختلف الحكم عما إذا كانت {} متصلة أم لا، وكذلك يختلف الحكم على {} عما إذا كانت عنصرًا متصلاً مفتوحًا من نفسها أم لا.)
للمزيد من المعلومات عن الفضاء المتصل، يُرجى الرجوع إلى الفضاء المتصل.

## العلاقة بالنقاط المتميزة طوبوغرافيًا
بفرض وجود الفضاء الطوبوغرافي X، فإن النقطتين x وy تكونان مميزتين طوبوغرافيًا إذا وُجدت مجموعة مفتوحة تنتمي إليها إحدى النقطتين، بينما لا تنتمي إليها الأخرى.
إذا كانت النقطتان x وy مميزتين طوبوغرافيًا، إذن فإن المجموعتين المفردتين {x} و{y} يجب أن تكونا غير مترابطتين.
وعلى النحو الآخر، إذا كانت المجموعتان المفردتان {x} و{y} منفصلتين، إذن فإن النقطتين x وy يجب أن تكونا مميزتين طوبوغرافيًا.
وبالتالي، فإنه بالنسبة للمجموعات المفردة، يكون التمييز الطوبوغرافي عبارة عن حالة بين عدم الارتباط والانفصال.
للمزيد من المعلومات عن النقاط المتميزة طوبوغرافيًا، يُرجى مراجعة التمييز الطوبوغرافي.